# Boiove, Henicesk
Boiove (în ucraineană Бойове) este un sat în comuna Șciorsivka din raionul Henicesk, regiunea Herson, Ucraina.

## Demografie
Componența lingvistică a localității Boiove
     Ucraineană (81,09%)
     Rusă (13,93%)
Conform recensământului din 2001, majoritatea populației localității Boiove era vorbitoare de ucraineană (81,09%), existând în minoritate și vorbitori de rusă (13,93%).